# Новий Лиман
Но́вий Лима́н — село в Україні, у Шевченківській селищній громаді Куп’янського району Харківської області. Населення становить 42 осіб. До 2020 орган місцевого самоврядування — Семенівська сільська рада.

## Географія
Село Новий Лиман знаходиться на відстані 4,5 км від річки Середня Балаклійка. На відстані 3 км розташоване село Новостепанівка, за 4 км — село Семенівка. За 2,5 км знаходиться залізнична станція Бурлуцький.

## Історія
1922 — дата заснування.
Під час організованого радянською владою Голодомору 1932—1933 років померло щонайменше 11 жителів села.
12 червня 2020 року, відповідно до Розпорядження Кабінету Міністрів України № 725-р «Про визначення адміністративних центрів та затвердження територій територіальних громад Харківської області», увійшло до складу Шевченківської селищної територіальної громади.
19 липня 2020 року, в результаті адміністративно-територіальної реформи та ліквідації Шевченківського району, село увійшло до складу новоутвореного Куп'янського району Харківської області.